# Santa Maria del Carmine e San Giuseppe al Casaletto
Santa Maria del Carmine e San Giuseppe al Casaletto é uma igreja de Roma localizada na Via del Casaletto, 691, no quartiere Gianicolense. Na realidade, três igrejas neste quartiere foram dedicadas a Nossa Senhora do Carmo e a São José.

## História

### Primeira igreja
A primeira igreja foi construída por volta de 1772 pelo sacerdote Giuseppe Aluffi no que é hoje a Via del Casaletto, 701, e transformada em sede paroquial através do decreto Divina virtutum do papa Pio VI em 11 de maio de 1781. Ela foi denominada "la parrocchietta" por suas pequenas dimensões, o que não correspondia ao seu vasto território, que se estendia por um diâmetro de 32 quilômetros. Com o aumento da população, o pequeno edifício foi ficando cada vez mais inadequado. Assim, em 1853, na sua vizinhança foi construída uma segunda igreja e ela, que por um certo período ficou desconsagrada, continuou a servir como segunda igreja da paróquia. Em 1933, com a construção da terceira igreja, esta primeira foi cedida aos Clérigos Regulares Ministros dos Enfermos ("camilianos") e rededicada a São Camilo. É utilizada atualmente pela Confraternità del Santissimo Sacramento.
Trata-se de um edifício retangular simples com uma casa para o padre encostada na parede da direita. A fachada da entrada tem um teto com duas águas com um frontão aberto com uma janela redonda. Há uma grande janela com um topo curvo raso no centro e, perto do chão, está um retângulo com um lintel, uma soleira e duas estreitas colunas circulares. Ele é flanqueado por dois pequenos retângulos verticais recuados rasos que parecem com antigas janelas. A entrada de fato fica depois da esquina da esquerda e pode ser acessada por uma escadaria vinda da Via dei Casaletto.

### Segunda igreja
A segunda igreja, construída em 1853, foi baseada num projeto de Nicola Carnevari e fica a umas poucas dezenas de metros da igreja anterior. A obra foi custeada pelo próprio papa Pio IX e consagrada em 26 de maio de 1854. Três anos depois, num terreno de propriedade da paróquia, foi construído um cemitério, o único de Roma de propriedade de uma igreja, para onde foram transferidos todos os restos mortais que estavam na primeira igreja. Entre os séculos XIX e XX, a igreja foi ampliada com o acréscimo de uma nave à esquerda e de uma capela dedicada a Nossa Senhora da Saúde.
Esta igreja é tão simples quanto a primeira, só que maior. Ela tem uma fachada com uma luneta no centro, acima da porta. Desde a construção da terceira igreja e do mosteiro, o lado sul do claustro ficou encostado na extremidade do altar e a fachada foi alterada pela construção de um edifício mais baixo construído na frente. A luneta foi bloqueada e substituída por dois cortes verticais.

### Terceira igreja
Em julho de 1933, os padres silvestrinos, que já vinham cuidando da paróquia nas décadas anteriores, a cederam aos capuchinhos bolonheses e da Romagna, que, por sua vez, a deixaram em 1994. Estes iniciaram de imediato as obras para a construção de uma nova igreja, muito maior e capaz de abrigar cerca de mil pessoas, e de um convento para a comunidade. Elas foram deixadas a cargo dos arquitetos Tullio Rossi e Francesco Fornari e terminaram em 1934 com a consagração e abertura ao público do novo santuário. A segunda igreja é atualmente utilizado pela paróquia como teatro com o nome de "Sala Santa Chiara".
A nova igreja é flanqueada pelo batistério à esquerda e pelo convento à direita. Ela é composta por uma nave simples com três capelas do lado esquerdo. A nave é subdividida por arcos que sustentam a cobertura e, em correspondência com eles, estão estátuas de madeira representando santos franciscanos. Num altar lateral está a imagem de Nossa Senhora da Saúde (em italiano:  Madonna della Salute), vinda da igreja anterior. No batistério vizinho está a pia batismal, doação do papa Pio IX, cujo brasão está gravado na grande bacia de mármore vermelho sustentada por uma coluna de mármore cipollino.
Atualmente ela está aos cuidados do clero da Diocese de Roma.